# Tesstal
Das Tesstal (tschechisch údolí Desné) ist das Tal der oberen Tess im Altvatergebirge in Tschechien.

## Topographie
Der Altvater ist das Quellgebiet der Stillen Tess (Divoká Desná), der Kepernik das der Rauschenden Tess (Hučivá Desná). Die beiden Flüsse vereinigen sich in Kouty nad Desnou (Winkelsdorf) und fließen als Tess durch Reutenhau (Rejhotice) und Loučná nad Desnou (Wiesenberg) nach Süden, vorbei an Horní Marschendorf und Velké Losiny (Bad Groß-Ullersdorf), wo sich das Tal weitet. Dann fließt sie zwischen Rapotín (Reitendorf) und Petrov nad Desnou (Petersdorf) und Vikýřovice (Weikersdorf) an Šumperk (Mährisch Schönberg) vorbei und mündet bei Zautke in die March.
Die Nebenflüsse der Tess sind am rechten Ufer der Lustbach, der Reigersdorfer Steinbach, der Brattersdorfer Bach und die Timenetz und am linken Ufer der Dreigrabenbach in Wiesenberg, die Merta in Petersdorf und der Rabenseifner Bach östlich von Šumperk.
Das obere Tesstal umrahmen westlich die Berge Schwarze Leiten (Černá stráň), Hirschfelsen, Ohrenberg, die Höhen bei Beckengrund und Stollenhau, die Karlshöhe und der Hutberg beim Schloss Velké Losiny. Östlich des Tesstals sind die Steinige Höhe, die Schwarze Koppe (Kamenec), der Ameisenhübel (Mravenečník), die Wolfsgrube, der Radersberg (Kluč), der Erzberg Rudná pod Pradědem und der Steiningberg, auch Schoberberg genannt, mit dem Schwarzen Stein.
Zum oberen Tesstal gehören folgende Orte: Winkelsdorf (gegr. 1713) mit den Ortsteilen Annaberg, Engelsthal und Primiswald (16578), Wiesenberg (1797) mit den Ortsteilen Reutenhau (13. Jahrhundert), Kozianau (1784), Neu-Wiesenberg (1797), Philippsthal (1772) mit Aschergrund, Marschendorf (1351), Bad Groß-Ullersdorf (1351), Buchelsdorf (1450) mit der Ortschaft Beckengrund, Neudorf-Wies (1355) mit den Ortschaften Deutsch-Marzdorf und Stollenhau, Reitendorf (1454) mit dem Ortsteilen Ludwigsthal und Neuhäusel. Petersdorf (1391) gehört geographisch mit seinem Ortsteil Theresienthal (1789) zum Tesstal, mit dem größeren Teil aber zum Mertatal.

## Geschichte
Nach dem Mongolensturm waren weite Landstriche der Mährens und Schlesiens verödet. Der böhmische König Ottokar II. rief deshalb deutsche Siedler ins Land. Der Olmützer Bischof Bruno von Schauenburg unterstützte die Besiedlung. Unter der Leitung eines Lokators wurden Grenzen der Gemarkung ausgewiesen, danach der Wald gerodet. Oft wurde die Ansiedlung nach dem Lokator benannt, der fast immer Vogt des Dorfes wurde. Der Vogt /Erbrichter war Fürsprecher der Ortes. Erbrichter konnten ihre Recht auch verkaufen, wie 1535 Peter Beck, der das Erbrecht Reitendorf für 601 Mark verkaufte. Die einstige Vogtei wurde als Meierhof von der Herrschaft übernommen. Erst nach 1848 war es mit der Funktion des Erbrichters vorbei und ein Bürgermeister wurde gewählt.

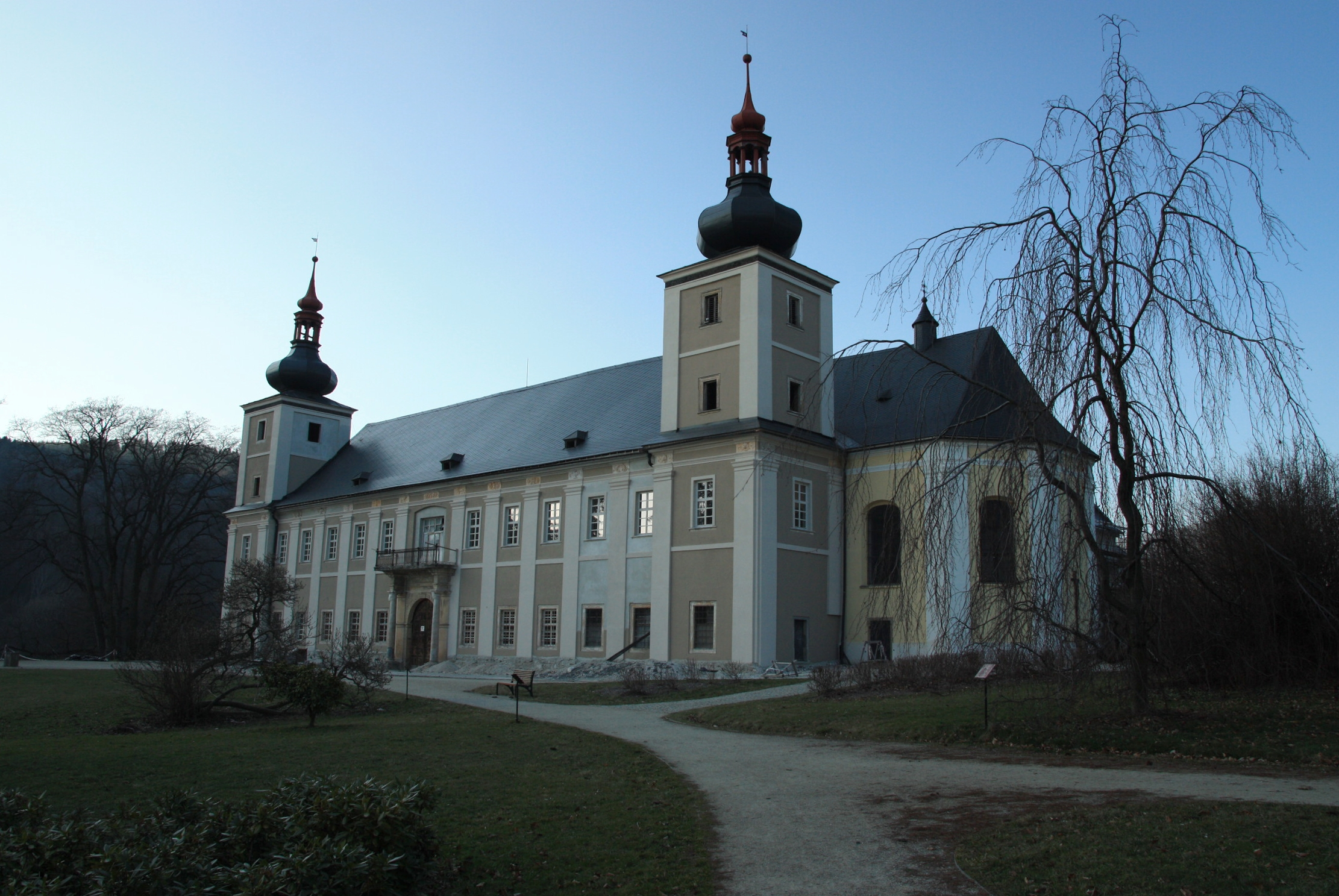
Schloss Wiesenberg

1391 waren alle Orte des Tesstals dem Landesherrn unterstellt. Dieser errichtete 1285 in Ullersdorf eine Wasserburg. Die Herrschaft war in die Grundherrschaften Wiesenberg, Ullersdorf, Johrnsdorf und Mährisch Schönberg geteilt. Im Jahr 1468 nennt sich Johann von Zierotin Herr von Ullersdorf, Fulnek, und Wiesenberg. Bruder Viktor errichtete das Jagdschloss Wiesenberg. Im Jahr 1504 kaufte Peter von Zierotin Schönberg und gründete 1516 in Ullersdorf die erste Papiermühle Österreichs.

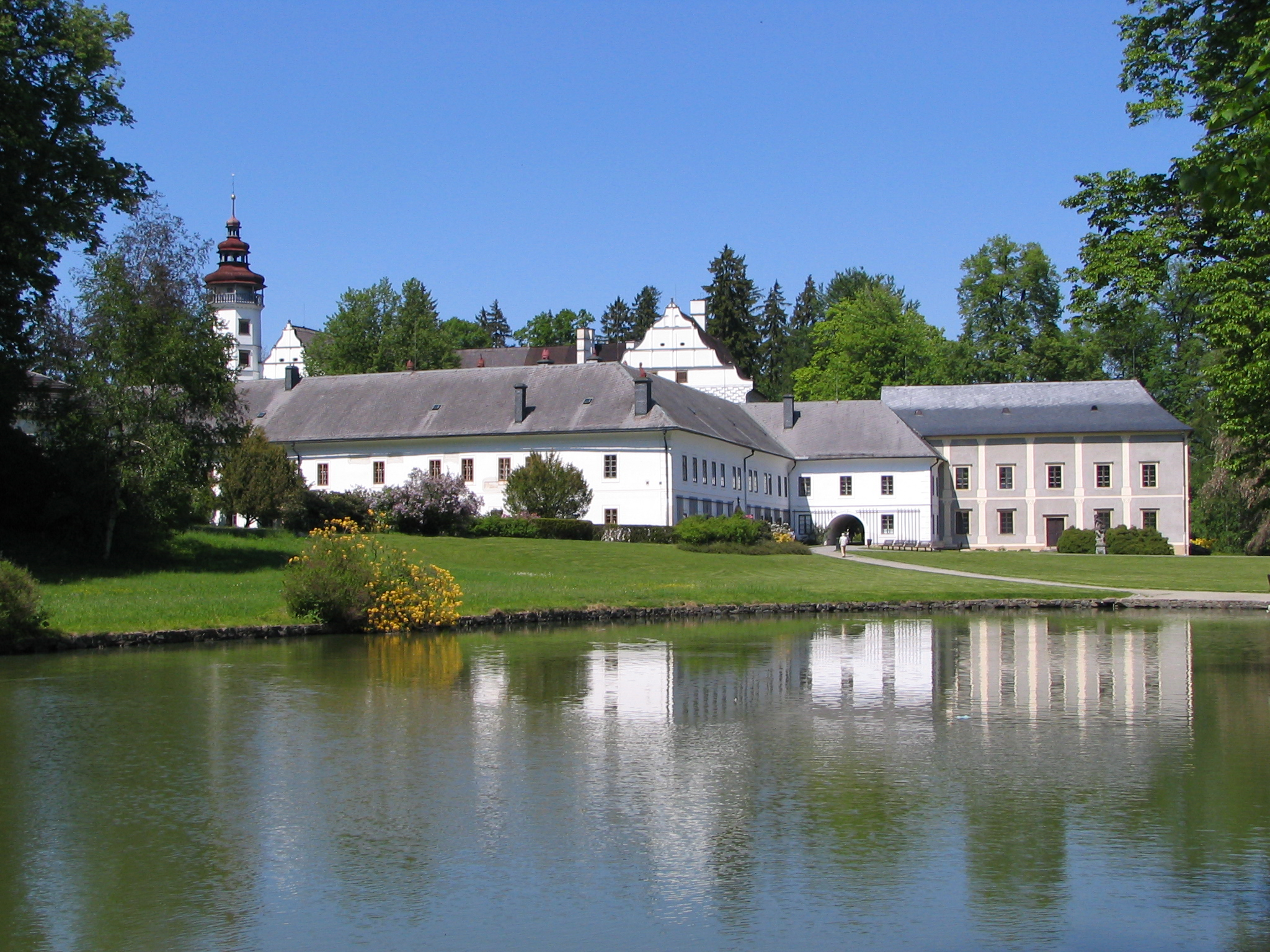
Schloss Ullersdorf

Wie überall versuchten die Grundherren, die bäuerlichen Freiheiten zu beseitigen. Die Weikersdorfer Bauern verklagten 1567 Peter von Zierotin beim Olmützer Gericht, dass er das Versprechen, wieder ein Erbgericht einzurichten, gebrochen hatte. Dem Schlossherren solle es nicht mehr gestattet sein, mehr Dienste zu verlangen als gesetzlich vorgeschrieben. Nun verklagten ihn auch die Petersdorfer Bauern wegen erzwungener Bierfahrten. Jedoch stützte das Gericht eher die Rechte des Herrn.
Im Jahr 1616 wurde die Herrschaft Wiesenberg von der Herrschaft Ullersdorf abgetrennt. Die Herrschaft Ullersdorf fiel an Johann Dittrich, die Dörfer Reutenhau, Weikersdorf, Neudorf, Märzdorf, Stollenhau, Lauterbach, Heinzendorf, Wüstseibersdorf und Glasdorf gehörten zur neuen Herrschaft unter Primislaus dem Älteren von Zierotin. Ein Zierotin aus dem Lundenburger Zweig der Familie stand jedoch an der Spitze des Mährischen Aufstandes. Im Ullersdorfer Schloss sollen die Rebellen geheime Treffen abgehalten haben. Nach der Schlacht am Weißen Berg verloren daher beide Brüder ihre Rechte an Erzherzog Carl. Jedoch kehrte Johann Dittrich wieder offiziell zum Katholizismus zurück und erhielt, als wichtiger Ratgeber Ferdinands II., nach dem Tod des Erzherzogs Carl seine Güter zurück. Primislaus blieb aber evangelisch, bis seine Söhne sich 1647 zum Katholizismus bekannten. Jedoch begehrten die Bauern des Tesstals 1621 gegen das Umschschwenken Johann Dittrichs auf. Die Aufständischen mussten am 28. März 1621 einen Revers unterzeichnen.
Primislaus der Jüngere erbte 1645 Ullersdorf und erwarb 1653 die Herrschaft Johrnsdorf. 1659 kam es erneut zu einem Bauernaufstand, weil Primislaus den Gemeinden das Gemeindesiegel abgenommen hatte. 1662 dauerte der Aufstand trotz Eingreifen des Olmützer Kreishauptmanns an und am 24. Juli 1662 wurden drei Anführer auf dem Ullersdorfer Schloss hingerichtet. Von 1678 bis 1706 hielt ein Hexengericht die Bevölkerung in Angst und Schrecken. Innerhalb kurzer Zeit wurden in Ullersdorf mehr als 70 Frauen und 4 Männer als angebliche Hexen ermordet.
1770 verkaufte Johann Karl Grad von Ziertin den Wiesenberger Besitz an die Abtei Wehlerad. Abt Zury ließ das Schloss Wiesenberg restaurieren, erbaute eine Schlosskirche und gründete auf gerodetem Land den Ort Philiippsthal. Nach Enteignung der Abtei ging die Herrschaft an die Staatsgüter-Administration in Brünn. Eine neue Pfarrei Wiesenberg wurde geschaffen und so wurde die Wiesenberger Schlosskapelle zur Pfarrkirche. Die Meierhöfe in Wiesenberg, Marschendorf, Zöptau und Petersdorf wurden aufgelöst und auf deren Grund entstanden die Orte Kozianau, Wisenberg, Neu-Wiesenberg, Freiheitsberg, Schwagersdorf und Theresienthal.
1830 beschloss die Regierung Metternich, die Güter wieder zu verkaufen, und die Herrschaft Wiesenberg ging an Graf Mitrowsky. Nach dessen Tod 1842  wurde die Herrschaft von Albert und Hubert Klein gekauft. Mit der Entstehung der Tschechoslowakei wurde der Besitz enteignet, doch als Erbe erhielt Franz Klein III. 1925 das Schloss Wiesenberg zurück.
Mit der Vertreibung der Deutschen aus der Tschechoslowakei verlor das Tesstal seine angestammte Kultur und Bevölkerung. Heute kümmert sich ein tschechischer Verein um Wiederherstellung der 1945–46 zerstörten Kulturlandschaft.